# Lac Rogagua
 (juin 2016).
Si vous disposez d'ouvrages ou d'articles de référence ou si vous connaissez des sites web de qualité traitant du thème abordé ici, merci de compléter l'article en donnant les références utiles à sa vérifiabilité et en les liant à la section « Notes et références ».
Le lac de Rogagua est un lac dans la pampa du nord de la Bolivie, dans la Province de José Ballivián du département de Beni.

## Géographie
Le lac de Rogagua et quelques autres lacs plus petits se trouvent au nord de Santa Rosa, Beni, en Bolivie, et au nord-est de Rurrenabaque et Reyes. La visite des pampas, depuis Rurrenabaque, se rendent dans la zone de Rogagua et du Fleuve Yacuma.
Le lac fait 21 km de long et 9 km de large, pour une superficie de 155 km2 et un périmètre de 52 km  qui en font un des plus grands lacs de Bolivie. Il est aussi un important réservoir d'eau douce et un lieu de préservation de la vie sauvage.